# Subnautica
Subnautica — компьютерная игра в жанрах приключенческой игры и симулятора выживания с открытым миром, разработанная и изданная инди-студией Unknown Worlds Entertainment. В Subnautica игрок может свободно исследовать океан другой планеты, управляя персонажем-одиночкой — единственным выжившим при крушении космического корабля «Аврора»; большая часть действия игры проходит под водой.
Игра первоначально была выпущена через систему раннего доступа на Windows в 2014 году, в дальнейшем в ранний доступ были выпущены версии для macOS и Xbox One. В январе 2018 года вышла окончательная версия игры для Windows, а для Xbox One и Playstation 4 в декабре 2018. В мае 2021 года вышла игра Subnautica: Below Zero, которая изначально задумывалась как загружаемое дополнение к базовой игре.

## Игровой процесс
Игроку необходимо выживать в океане среди множества существ, многие из которых крайне недружелюбны. Как в многих других играх в жанре выживание, есть индикаторы здоровья, жажды и голода, а также кислорода, нехватка которого, при постоянной необходимости нырнуть поглубже, представляет огромную проблему. Её можно частично решить, создавая разного объёма акваланги или подводный транспорт. Для продвижения по сюжету также требуется создавать различные новые инструменты, еду и транспорт.
Как и в других симуляторах выживания, в Subnautica есть система крафта, то есть создания различных вещей из найденных материалов. Вещи создаются в специальном устройстве («Изготовитель» на стене капсулы) по чертежам. В чертеже указано, какие компоненты требуются для создания предмета. Но в начале игры, когда игрок приходит в сознание в своей спасательной капсуле, КПК сообщает, что из-за повреждений большая часть чертежей недоступна. Игрок должен создать ручной инструмент «Сканер» и сканировать детали нужных предметов, разбросанных по всей карте. Чаще всего детали можно найти возле обломков «Авроры» либо на заброшенных базах. Как только будет отсканировано определённое количество частей этого предмета, будет доступен его чертёж и предмет можно будет создать. Сканировать также можно животных или некоторые артефакты, чтобы получить больше информации о них в базе данных.
В игре есть три вида транспорта, которые помогают исследовать глубины, и спасательная ракета, необходимая для завершения игры. Транспорт создаётся в специальном сборщике, чертежи также надо будет найти. У каждого устройства есть максимальная глубина погружения и прочность корпуса (можно увеличивать при помощи создаваемых улучшений). Транспорт могут атаковать хищники, поэтому при исследовании надо действовать осторожно.
Игрок может при помощи специального ручного инструмента «Строитель» строить полноценные базы для жизни под водой или на суше. В распоряжении есть многоцелевая комната (она является главным элементом базы), прозрачная комната-обсерватория, сухой док для малого транспорта, комната сканирования для поиска ресурсов и разные коридоры. Внутри базы можно разместить изготовитель, генератор аптечек, различную мебель, грядки для растений, генераторы энергии и даже большой аквариум, в который можно поместить яйцо существа для выращивания и посадить различные кораллы. Подводная лодка «Циклоп» может выступать в роли передвижной базы, пусть и неполноценной. Также в игре есть три заброшенных базы, необходимые для сюжета.

### Мир и экосистемы
Мир планеты 4546B состоит из более чем 30 «биомов» — морских экосистем с различными флорой, фауной и растительными условиями; большинство из них имеют аналоги в реальном мире. Так, например, «Безопасные отмели» — мирная область, где практически отсутствуют хищники — изобилуют кораллами, в том числе богатыми кальцием изогнутыми трубами из полипов или мозговыми кораллами, добывающими углекислый газ из воды. Леса водорослей-макрофитов напоминают земные заросли бурых водорослей. Затерянная река представляет собой находящийся на большой глубине лабиринт пещер с подводными соляными озёрами. Есть также и поистине причудливые зоны, например леса из гигантских грибов, глубоководный биом со странной растительностью в виде шарообразных кустов. Есть два острова, однако сравнительно бедных животным миром, а также целая лавовая зона с удивительной фауной, находящаяся в глубоких пещерах. Все экосистемы находятся в древнем вулканическом кратере диаметром два километра. Игрок может выплыть и за пределы кратера, но за его краями простирается «мёртвая зона» — почти безграничная область (есть край, после которого игрока телепортируют в «Безопасные отмели»), практически лишённая жизни, которую представляют лишь призрачные левиафаны.

## Сюжет
Гигантское трансгосударство «Альтерра» запускает «Аврору» — космический корабль для установки фазовых врат. Второстепенной миссией корабля был поиск пропавшего 10 лет назад шахтёрского корабля «Дегази» на океанической планете 4546B. Однако при входе в атмосферу корабль сбивает мощный энергетический импульс с планеты. В последний момент главный герой по имени Райли спрыгивает в спасательную капсулу, но теряет сознание из-за удара по голове отлетевшей от корпуса панели.
Очнувшись, игрок начинает выживать, ему надо найти материалы, чтобы починить капсулу. После ремонта активируется радио, с помощью которого игрок может прослушать сигналы бедствия из капсул других выживших и получить их координаты. Однако в найденных капсулах никого нет. Также игрок получает сообщения от спасательной команды торгового корабля «Солнечный луч», и тот передаёт координаты своей посадки. По прибытии на место обнаруживается огромное инопланетное сооружение, оказывающееся пушкой системы ПВО, которое сбивает корабль.
Потом из КПК, найденного в одной из капсул, игрок получает координаты места встречи выживших и попадает на остров, где находит базу троих выживших с «Дегази». По данным, загруженным с КПК, оставленных на базе, игрок находит (при должном снаряжении) более глубокие и опустевшие жилища (судьба последних выживших с «Дегази» раскрывается в КПК, которые игрок будет находить по ходу игры).
Впоследствии выясняется, что данная планета — форпост инопланетной расы «Предтечи». Инопланетяне построили здесь свои базы для поиска лекарства от болезни «Хараа». Для исследований использовались различные формы жизни, в том числе и последний представитель своего вида, самка левиафана (огромное существо) «Морской император» — самое большое существо на планете, а также её кладка яиц. Исследователи заметили, что существа, находящиеся в симбиозе с Императором, не умирают от болезни. Выяснилось, что существо выделяет некий спасительный фермент. Данному веществу было присвоено название «Фермент 42». Предтечи построили огромный аквариум для Императора с определённой биосферой, поддерживающей животное. Но Император была слишком стара, чтобы вырабатывать стабильный вариант фермента, необходимый для излечения. Любые же попытки извлечь детёнышей из яиц оканчивались неудачей. В поисках аналога Предтечи обратили внимание на родственный для Императора вид — «Морских Драконов». Для синтеза фермента было добыто яйцо Дракона, однако последний, для спасения своего яйца, напал на лабораторию в затерянной реке, обрушив её вниз вследствие чего болезнь распространилась по планете. Был объявлен карантин и построена та самая охранная платформа ПВО, не позволявшая другим прилетать на планету и покидать её. Проект был заброшен за тысячу лет до начала сюжета.
Взлёт на спасательной ракете «Нептун», чертежи которой были высланы на корабль, невозможен без отключения охранной платформы, но заражённый игрок не может этого сделать. По наводкам Императора, способной общаться телепатически, игрок попадает в исследовательский комплекс.
Император сообщает, что её детёнышей невозможно извлечь из яиц силой — необходимо ввести инкубационные ферменты, чертёж которых Император предоставляет игроку, «надеясь, что не разочаруется снова». Игрок собирает материалы и создаёт ферменты. После вылупления детей, которые сразу же отправляются в активированный портал, Император говорит, что после обретения свободы её детьми она может спокойно умереть, и что когда они снова встретятся, она будет «океанским течением, несущим семена в новые земли, или существом настолько малым, что видит целые пропасти в промежутках между песчинками», после чего опускается на дно в предсмертных судорогах. Детёныши делятся с игроком лекарством, после чего он отключает пушку и улетает на ракете. После этого следует небольшая кат-сцена полёта, в которой игрок в последний раз встречает Морского Императора и титры. После них голос сообщает, что игрок прибыл на «Альтерру», но чтобы получить разрешение на посадку, он должен заплатить три миллиарда кредитов за собранные на планете материалы.

## Разработка
Subnautica была анонсирована в декабре 2013 года с Чарли Кливлендом в качестве директора игры, и с Хью Джереми в качестве продюсера. Музыку к игре написал Симон Чилински.
Команда разработчиков предпочла использовать движок Unity, а не Spark, который использовался для предыдущей игры компании Natural Selection 2. Продюсер Subnautica Хью Джереми обосновал это решение различными требованиями, которые игра предъявляет к движку.
Команда разработчиков отказалась от включения огнестрельного оружия в игру. Чарли Кливленд, директор игры, охарактеризовал Subnautica как «один голос за мир с меньшим количеством оружия», и его вдохновило реальное насилие с применением огнестрельного оружия, включая стрельбу в «Сэнди Хук», чтобы побудить игроков думать о «ненасильственных и более творческих решениях для решения наших проблем».
Разработчики затруднялись определить жанр будущей игры, называя Subnautica смесью ролевой игры и исследования, представитель Unknown Worlds Entertainment Хью Джереми в интервью PC Gamer говорил, что разработчики пока что сами не знают, что будет представлять собой игра. На этом раннем этапе она была посвящена созданию подводных лодок, которые нужно было проектировать, строить и снабжать экипажем. Особой чертой Subnautica должно было стать разнообразие областей подводного мира и влияние их физических условий на навигацию. По замыслу разработчиков, по мере дальнейшей разработки игры она должна была становиться больше и насыщеннее.

## Отзывы
| Сводный рейтинг       | Сводный рейтинг                        |
| Агрегатор             | Оценка                                 |
| --------------------- | -------------------------------------- |
| GameRankings          | 88,84 %                                |
| Metacritic            | (PC) 87/100 (PS4) 81/100 (XONE) 82/100 |
| Иноязычные издания    |                                        |
| Издание               | Оценка                                 |
| Destructoid           | 9,5/10                                 |
| Game Informer         | 8,75/10                                |
| GameRevolution        | [ 26 ]                                 |
| GameSpot              | 9/10                                   |
| GameStar              | 85/100                                 |
| IGN                   | 9,1/10                                 |
| PC Gamer (US)         | 89/100                                 |
| Русскоязычные издания |                                        |
| Издание               | Оценка                                 |
| PlayGround.ru         | 9/10                                   |
| Riot Pixels           | 7,5/10                                 |
| StopGame.ru           | Изумительно                            |
| «Игры Mail.ru»        | 9,0/10                                 |

Игра получила преимущественно положительные отзывы.
Обозреватель Eurogamer Эдвин Эванс-Тирвелл назвал игру «гнетуще прекрасным» изображением подводного мира и одновременно мастерски сделанным симулятором выживания с неявным экологическим посылом; игра получила от Eurogamer оценку «Рекомендовано». По словам Райли Маклауда с Kotaku, игрока в Subnautica почти все время одолевают любопытство и страх; одной из примечательных сторон игры обозреватель назвал сюжет, который практически отсутствовал в самой ранней версии игры, но становился все сложнее и таинственнее по мере разработки.
Летом 2018 года, благодаря уязвимости в защите Steam Web API, стало известно, что точное количество пользователей сервиса Steam, которые играли в игру хотя бы один раз, составляет 2 866 791 человек. В марте 2019 года сервис цифровой дистрибуции Epic Games Store на две недели сделал игру бесплатной — за это время было загружено 4,5 миллиона копий. На начало 2020 года совокупные продажи игры на всех платформах, не считая бесплатных раздач, превысили 5,23 миллиона копий.

### Награды
| Год  | Награда                                               | Категория                               | Результат | Ref                  |
| ---- | ----------------------------------------------------- | --------------------------------------- | --------- | -------------------- |
| 2018 | Golden Joystick Awards                                | Лучший визуальный дизайн                | Номинация | [ 43 ] [ 44 ] [ 45 ] |
| 2018 | Golden Joystick Awards                                | Лучший Аудио Дизайн                     | Номинация | [ 43 ] [ 44 ] [ 45 ] |
| 2018 | Golden Joystick Awards                                | Компьютерная игра года                  | Победа    | [ 43 ] [ 44 ] [ 45 ] |
| 2018 | Golden Joystick Awards                                | Ультимативная игра года                 | Номинация | [ 43 ] [ 44 ] [ 45 ] |
| 2018 | Gamers' Choice Awards                                 | Любимая Инди Игра                       | Победа    | [ 46 ]               |
| 2019 | D.I.C.E. Awards                                       | Выдающиеся достижения в игровом дизайне | Номинация | [ 47 ]               |
| 2019 | National Academy of Video Game Trade Reviewers Awards | Игра года                               | Номинация | [ 48 ]               |
| 2019 | National Academy of Video Game Trade Reviewers Awards | Звуковые эффекты                        | Номинация | [ 48 ]               |
| 2019 | 15th British Academy Games Awards                     | Первоначальная собственность            | Номинация | [ 49 ]               |